# Olha a Explosão
"Olha a Explosão" é uma canção do cantor brasileiro Kevinho, lançada no final de 2016, ganhando notoriedade no ano seguinte. O clipe oficial foi lançado no canal oficial da plataforma YouTube de KondZilla, se tornando um dos clipes mais vistos do ano de 2017 (com mais de 600 milhões de visualizações, o segundo mais visualizado do canal, ficando atrás apenas de "Bum Bum Tam Tam") e o terceiro mais visto do Brasil (atrás de "Bum Bum Tam Tam" e "Ai Se Eu Te Pego"); o clipe é considerado "hit do verão" (junto com "Deu Onda") e ganhou popularidade no Carnaval e também notoriedade internacional.

## Outras versões
A canção "Olha a Explosão", do cantor brasileiro Kevinho ganhou uma versão em forró universitário do cantor brasileiro Wesley Safadão. O clipe dessa versão foi postado no canal oficial de KondZilla na plataforma de vídeos YouTube.
A canção "Olha a Explosão", do cantor brasileiro Kevinho, ganhou um remix internacional com o cantor Nacho e os rappers 2 Chainz e French Montana. O "Official Lyric Dance Video" foi publicado no canal oficial de KondZilla na plataforma de vídeos YouTube.
MC Reaça criou uma paródia da música, "Olha a Opressão", onde insinua que o livro O Mínimo que Você Precisa Saber para Não Ser um Idiota, de Olavo de Carvalho, conseguiria curar o feminismo.

## Vendas e certificações
| Região                                                        | Certificação     | Vendas    |
| ------------------------------------------------------------- | ---------------- | --------- |
| Estados Unidos (RIAA)                                         | Platina (latina) | 60.000‡   |
| França (SNEP)                                                 | Ouro             | 100.000 ‡ |
| Itália (FIMI)                                                 | Ouro             | 35.000‡   |
| ‡vendas+valores de streaming baseados somente na certificação |                  |           |